# خویسه (رامهرمز)
خویسه، روستایی در دهستان حومه غربی بخش مرکزی شهرستان رامهرمز در استان خوزستان ایران است.

## جمعیت
بر پایه سرشماری عمومی نفوس و مسکن در سال ۱۳۹۵، جمعیت این روستا برابر با ۷۲ نفر (۱۶ خانوار) بوده‌است.